# Danièle Canarelli
Danièle Canarelli est un psychiatre français de formation psychanalytique.
C'est le premier médecin à avoir été incriminé  en première  instance pour un crime commis par un de ses patients au cours d'une probable crise de délire. En dépit d'une relaxe prononcée en appel, son cas a créé en 2012 un précédent qui, dans un mouvement général en Europe, a marqué une judiciarisation de la psychiatrie et un revirement dans la politique d'enfermement des patients psychotiques.

## L'affaire Canarelli

### Le meurtre commis par un patient
Le 9 mars 2004 à Gap, Joël Gaillard assassine à coups de hachette Germain Trabuc, le compagnon octogénaire de sa grand-mère. L'assassin est un patient de quarante-trois ans hospitalisé à l'hôpital Édouard-Toulouse. Il y est suivi depuis quatre ans par la psychiatre Danièle Canarelli, praticien hospitalier alors âgée de quarante-neuf ans. Le crime intervient au vingtième jours d'une fugue qui avait été signalée à la police et plusieurs avis de recherches avaient été émis, de même qu'un signalement aux hôpitaux de Gap. Le patient était parti au cours d'une consultation avec le docteur Canarelli. Un des objets de cette consultation était de faire le point sur une sortie de plusieurs jours qui avait été précédemment autorisée, le médecin ayant en vue une réhospitalisation.
Le patient avait déjà commis des violences, un incendie volontaire et une tentative d'assassinat, et avait été hospitalisé d'office à quatre reprises, mais, une fois hospitalisé, prenait régulièrement son traitement et cessait d'être agité. Celui-ci étant irresponsable au sens de la loi, l'instruction conclut en 2005 à un non-lieu. En 2007, le fils de la victime, Michel Trabuc, conseillé par Maître Chemla, porte plainte contre l'État, l'hôpital et toute personne morale ou physique impliquée. L'instruction, alors confiée à Annaïck Le Goff, accable le médecin.
L'émotion du public est amplifiée en décembre de la même année par l'affaire Romain Dupuy, assassinat atroce commis de nuit dans l'enceinte de l'hôpital psychiatrique de Pau par un ancien patient de vingt et un ans. Au cours de son délire, celui-ci a  poignardé une aide soignante et décapité une infirmière. Des parents de victimes de déments incriminent « la toute puissance de la psychanalyse » face aux techniques d'évaluation cognitivo comportementalistes et se mobilisent pour que la loi tienne compte de la dangerosité des malades mentaux.

### La réforme de la loi intervenue entre-temps
Trois ans plus tard, pour répondre à ces cas de meurtres commis par des délirants, le nouveau ministre de la Justice, Rachida Dati, nommée à la suite de l'élection présidentielle remportée six mois plus tôt par Nicolas Sarkozy, fait voter la loi du 25 février 2008, qui permet de prolonger l'incarcération des criminels psychotiques au-delà du terme de leurs peines. Cette évolution du droit s'inscrit, en France et ailleurs, dans une tentative de changement de paradigme, qui destine la justice non plus seulement au maintien de la société civile mais à la réparation des victimes.
Le 12 novembre 2008 à Grenoble, Luc Meunier, un normalien de vingt-six ans doctorant à l'Institut polytechnique de Grenoble, est assassiné au hasard sur le cours Berriat par un autre patient psychotique en fugue qui avait déjà commis deux attentats à l'arme blanche, Jean-Pierre Guillaud, alors que celui-ci est sous l'emprise d'une hallucination auditive. Le président de la République, Nicolas Sarkozy, fait, au milieu d'une émotion médiatique, une déclaration publique à Antony et promet une réforme de l'enfermement en hôpital psychiatrique. L'Inspection générale des affaires sociales est saisie, le directeur de l'hôpital psychiatrique de Saint-Égrève, Michel Gellion, est suspendu et le préfet, qui autorise les sorties, remercié.
Malgré une pétition et une manifestation organisée par le Collectif des 39 contre la nuit sécuritaire, le 5 juillet 2011, Xavier Bertrand étant ministre de la santé, la loi 2011-803 réforme la loi 90-527 du 27 juin 1990, qui avait elle-même, sous l'impulsion de Claude Évin, aboli la loi du 30 juin 1838 relative au placement d'office. Deux ans plus tard, le nouveau code pénal abolit l'article 64 de l'ancien code. Abondant dans le sens des contestations de principe formulées par les intellectuels, et des procédures menées par les quérulants, le législateur, dans la suite de la loi HPST, efface complètement plus d'un siècle de pratique médicolégale. En particulier, il transfère de la police à l'équipe infirmière l'obligation de quérir, éventuellement avec l'aide de la même police, les patients fugueurs. Il transfère, dans le même esprit, du médecin au juge des libertés l'évaluation, tant du point de vue de l'ordre public que de celui des soins médicaux. Les avis des experts médicaux sollicités peuvent être contredits par le juge des libertés, même si le plus souvent il s'y range. Désormais, c'est lui qui décide en denier ressort de l'opportunité de l'internement, de sorte que ce qui était autrefois une mesure prise dans un plan thérapeutique relève d'une décision judiciaire contestable devant une cour par le patient, sa famille et ses avocats.
En partie censurée à plusieurs reprises par le Conseil constitutionnel, le 26 novembre 2010, le 9 juin 2011 puis le 20 avril 2012, la nouvelle loi, qui règle quelque soixante-dix mille hospitalisations sous contrainte annuelles, sera amendée le 19 septembre 2013 sans en changer l'esprit par une abolition du régime d'exception des unités pour malades difficiles et une limitation de la prolongation arbitraire des peines d'emprisonnement des irresponsables pénaux, ce qui concerne environ trois cents personnes par an.

### La condamnation avec sursis du médecin
Deux semaines avant le procès du docteur Canarelli, le Syndicat des psychiatres des hôpitaux appelle à une révision de la nouvelle loi et apporte son soutien à la prévenue. Il dénonce la « dérive sécuritaire » de la loi, qualifiée de « putsch judiciaire » au sein de l'hôpital, la substitution d'une obligation de résultat à une obligation de moyens qu'impose cette loi au psychiatre, et la position de bouc émissaire dans laquelle celui-ci est mis par une l'inculpation qui, en l'occurrence, omet les autres responsabilités. La prévenue est également soutenue par le Comité d’action syndicale de la psychiatrie, consortium qui rassemble six des huit plus grands syndicats de psychiatres. Une manifestation de soutien est organisée à l'ouverture du procès, le 13 novembre 2012, alors que, la veille, le professeur Jean-Pierre Olié présentait à la presse le rapport qu'il venait avec son collègue Jacques Hureau de remettre au gouvernement au nom de l'Académie de médecine sur L'évaluation de la dangerosité psychiatrique et criminologique. 
Le lendemain de cette ouverture, très suivie par la presse, un patient en fugue de l'hôpital psychiatrique de Montbéliard tente d'assassiner un psychiatre dans son cabinet de ville en criant « vous les psys, vous allez payer ! ».
Au cours du procès, le procureur Emmanuel Merlin reproche au médecin de ne pas avoir suivi les avis de neuf confrères de transférer le patient dans une unité pour malades difficiles. La prévenue, soutenue par son ancien chef de service Jean-Pierre Baucheron, défend fermement sa prise en charge. Le 18 décembre 2012, le docteur Canarelli est condamné par le tribunal de Marseille à verser de faibles indemnités aux deux fils de Germain Trabuc et à un an de prison avec sursis pour homicide involontaire en vertu de l'article 121-3 du Code pénal, article instauré le 10 juillet 2000 par la loi dite Fauchon. Cette loi n'exonère les responsables agissant dans le cadre de l'action publique que s'il n'y a pas de « violation manifestement délibérée d'une obligation particulière de prudence ou de sécurité » ni de « faute caractérisée ». Le Docteur Canarelli est le premier psychiatre à être condamné pour des actes commis par son patient et le jugement est susceptible de créer une jurisprudence pour les seuls actes médicaux accomplis en dehors de l'urgence, c'est-à-dire les actes dont les conséquences auraient pu être évaluées par le médecin.
Le juge, Fabrice Castoldi, s'est appuyé sur l'argument que l'« impunité de principe ne saurait exister, l'opinion publique ne le supporte pas » et sur l'unique expertise à charge d'un collègue de la prévenue, Jean-Pierre Archambault selon lequel celle-ci s'est obstinée « dans ses certificats successifs, à noter l'absence de toute pathologie mentale » et s'est enfermée « dans le déni ». Le tribunal peut être vu dans cette affaire comme juge et partie, l'expert mandaté par celui-ci étant un collègue du même hôpital et les sorties de patients se faisant sous la responsabilité du procureur, qui en est averti et a le pouvoir de s'y opposer par voie préfectorale. Dans la doctrine juridique, cette condamnation est approuvée par plusieurs auteurs, mais critiquée par un autre.

### La relaxe en appel
L'affaire est rejugée à l'hiver 2014 par la cour d'appel d'Aix. Cette fois, Michel Trabuc est soutenu par une association de parents dont les enfants ont été victimes d'un dément, elle-même soutenue par le sénateur Jean-Pierre Plancade, les députés Gérard Bapt et Jean Lassalle, La Dépêche du Midi et le maire de Toulouse Jean-Luc Moudenc. L'association dénonce par voie de presse les lenteurs de la justice et appellent à une condamnation qui fasse jurisprudence.
L'avocat général Isabelle Pouey prône la relaxe en argumentant l'absence de faute caractérisée, l'absence sur le banc des accusés des autres responsables de la prise en charge du patient, l'absence de lien de causalité prouvé entre cette prise en charge et l'assassinat, et enfin l'aléa thérapeutique. 
Le docteur Canarelli défend la validité de sa prise en charge. Au cours de sa défense, il souligne l'enjeu de société qu'il y aurait à faire des psychiatres, soucieux de la santé des patients, des geôliers, soucieux de s'éviter les risques d'une condamnation. Il précise que les constatations portées sur le certificat établi au moment de l'autorisation de sortie, en particulier celles relatives à la dangerosité du patient, ne valent médicalement et légalement qu'au moment de l'entretien qui précède immédiatement ce certificat et ne pourront jamais préjuger du comportement futur du patient.
Le 31 mars 2014, la cour d'appel d'Aix constate que la plainte déposée par Michel Trabuc est intervenue plus de trois ans après les faits, uniquement par une réaction tardive aux conclusions de l'instruction qui était défavorables à celui-ci à son sens. Le tribunal prononce la prescription de l'action publique, et, mettant un terme à cette situation, la relaxe du docteur Canarelli mais l'affaire n'est donc pas jugée au fond. Dans la doctrine juridique, plusieurs auteurs considèrent néanmoins que la responsabilité pénale du Dr. Canarelli ne devait pas être engagée,.

### L'insécurité juridique des psychiatres hospitaliers
Le 4 avril 2014, Michel Trabuc se pourvoit en cassation.
Le 19 novembre 2014, soit neuf semaines après la conclusion de l'affaire Sébastien Selam, un second psychiatre hospitalier, le docteur Lekhraj Gujadhur, est renvoyé à son tour en correctionnelle en même temps que l'hôpital de Saint-Egrève par la cour d'appel de Grenoble dans le cadre de l'affaire de 2008. C'est bien l'argument du « défaut d'appréciation de la dangerosité » qui est avancé par la cour. La famille de la victime, Luc Meunier, ne s'était pas satisfaite du seul non lieu rendu à l'endroit du meurtrier le 9 avril 2013 ni de l'enfermement de celui-ci dans une « unité pour malades difficiles », Les autres médecins mis en examen ayant bénéficié d'un non lieu, les deux parties contestent en cassation. Néanmoins, le 14 décembre 2016, le Docteur Gujadhur est condamné par le tribunal correctionnel de Grenoble pour homicide involontaire à une peine de 18 mois d'emprisonnement avec sursis.
Alors qu'un poste de psychiatre hospitalier du service public sur quatre n'est pas pourvu et que les risques s'en trouvent par là même accrus, l'affaire Canarelli est citée parmi les freins au renouvellement de la profession. Toutefois les psychiatres en général restent moins objets de poursuites que les médecins d'autres spécialités.
En Flandre, la réponse adoptée face à l'impéritie du service public est celle de la privatisation de l'internement, quitte à risquer une impéritie encore plus grande. Le but recherché est celui de sortir les aliénés des prisons, qu'ils peuplent à raison de dix pour cent, sans pour autant les hospitaliser.

### Littérature
1. ↑  K. Aissaoui, La victime d'infraction pénale, de la réparation à la restauration. - thèse en droit pénal et sciences criminelles., université Jean Moulin, Lyon, 23 octobre 2013.
2. ↑  M. Jaccoud, « Innovations pénales et justice réparatrice » Champ pénal, InSHS CNRS, Paris, 29 septembre 2007  (ISSN 1777-5272) DOI 10.4000.
3. ↑  A. Londres, Chez les fous, Morice frères, Paris, 1923, 32 p. ; rééd. no 55, collection Poche, Arléa, Paris, 1999, 153 p.  (ISBN 2869594518)  (EAN 9782869594517).
4. ↑  H. Bazin, La tête contre les murs, Le Cercle du livre de France, Montréal, 1949.

### Droit
- Article 64 de l'ancien code pénal.
- Article 122-1 du nouveau code pénal remplaçant l'article 64.

La différence avec l'article 64 est que
- le crime n'étant pas juridiquement anéanti, il y a éventuellement lieu de poursuivre d'autres responsables sur la base de ce crime,
- la sentence est prononcée au paranoïaque criminel en termes d'irresponsabilité pénale c'est-à-dire d'impunité.
Pour contrebalancer ce dernier point que déploraient par avance les psychiatres, le législateur a complété l'article :
« La personne qui était atteinte, au moment des faits, d’un trouble psychique ou neuropsychique ayant altéré son discernement ou entravé le contrôle de ses actes, demeure punissable. »
La conséquence de ce second alinéa est que les criminels qui ne sont déclarés que partiellement irresponsables en raison de leur psychose, ne sont plus hospitalisés pour être soigner mais vont en prison, où ils peuvent bénéficier, selon les moyens disponibles, de soins psychiatriques.
- Article 122-2 généralisant l'article 122-1 aux autres circonstances que la psychose.

### Sources
1. 1 2 3  J. C. Pénochet, SPH, in A. S. Hojlo, « Entre la justice et la psychiatrie, la confiance est rompue » Le Nouvel observateur, 18 décembre 2012.
2. ↑  R. Coutanceau, « La judiciarisation de la psychiatrie me semble être inéluctable » Doctissimo, 19 décembre 2012.
3. 1 2 3 4 5 6 7  Europe 1, 4 avril 2014, 18:23.
4. 1 2 3 4 5  « Comment être encore psychiatre aujourd'hui? », Le Monde, Paris, 26 décembre 2012.
5. 1 2 3  « La justice mets fin aux poursuites contre la psychiatre d'un meurtrier. », Le Monde, Paris, 31 mars 2014.
6. 1 2 3 4  J. Y. Nau, « Le fou étant fou, la psychiatre sera coupable. », Journalisme et santé, 13 novembre 2012.
7. 1 2  G. Assouline, « La psychiatre d'un meurtrier condamnée à du sursis. », Le Figaro, 19 décembre 2012.
8. 1 2  S. Durand Soufflant, « Une psychiatre jugée à cause de son patient criminel. », Le Figaro, 12 novembre 2012.
9. ↑  Justice : le Dr Canarelli défend son diagnostic., Europe 1, 10 février 2014.
10. 1 2 3 4  Europe 1, 10 février 2014, 20:22.
11. ↑  S. Durand Souffland, « Romain Dupuy : "J'ai pris l'infirmière pour un mort-vivant"] » Le Figaro, 8 novembre 2007.
12. ↑  Ch. Stakowski, Bulletin no 23, p. 5, Association Delphine Cendrine, Verfeil, juillet 2014.
13. 1 2 3  « Les victimes bataillent face à l'irresponsabilité pénale » La Dépêche du Midi, 21 octobre 2014.
14. ↑  R. Karabasheva, La justice réparatrice en Europe, une organisation et une décennie d’essor ! IEUG, Genève, 31 août 2010.
15. ↑  M. Mayel, La place de la victime dans le procès pénal - mémoire de fin d'études, p. 6, Université Assas, Paris, septembre 2010.
16. 1 2 3 4  J. P. Vergès, « Grenoble: Le lourd passé du meurtrier de Luc » Le Journal du dimanche, 17 novembre 2008.
17. 1 2 3  « Schizophrène meurtrier : un hôpital et un médecin renvoyés en correctionnelle » Le Monde, 19 novembre 2011.
18. ↑  O. W. & L. S. « Psychiatrie : pas facile de prédire la dangerosité » Le Figaro, 13 novembre 2008.
19. 1 2  E. Favreau, « Itinéraire meurtrier dans un système délaissé » Libération, 15 décembre 2008.
20. 1 2  A. L. Frémont, « Schizophrène meurtrier : son médecin poursuivi pour homicide involontaire » Le Figaro, 19 novembre 2014.
21. ↑  « 10 000 signataires contre le projet de loi sur la psychiatrie » Le Généraliste, 28 février 2011.
22. ↑  Code de la santé publique L. 3211-1 à L. 3215-4.
23. ↑  « Nouvelle censure du Conseil constitutionnel sur l’hospitalisation d’office » Le Généraliste, 9 juin 2011.
24. 1 2 3  « Hospitalisation d'office : le Conseil constitutionnel censure 2 points » Le Généraliste, 21 avril 2012.
25. ↑  « Soins sans consentement : adoption définitive de la loi » Le Généraliste, 20 septembre 2013.
26. ↑  Coll., Assemblée générale, p. 11-25, SPH, Lyon, 3 octobre 2012.
27. 1 2 3  Coll., Assemblée générale, p. 26, SPH, Lyon, 3 octobre 2012.
28. ↑  Coll., Assemblée générale, p. 16, SPH, Lyon, 3 octobre 2012.
29. 1 2 3  D. Bilhaud, « Manifestation de soutien à l’ouverture du procès d’une psychiatre jugée pour homicide involontaire » Le Quotidien du médecin, 13 novembre 2012;
30. ↑  L. Chauvelin, CASP - Comité d’Action Syndical de la Psychiatrie, [Association Française Fédérative des Etudiants en Psychiatrie|AFFEP], Paris, 25 août 2011.
31. ↑  D. Mascret, « Psychiatrie : pas facile de prédire la dangerosité » Le Figaro, 13 novembre 2012.
32. ↑  Dépêche, AFP, 14 novembre 2012, 18:49:35.
33. ↑  B. Rocfort-Giovanni, « Psychiatre condamnée : "Danièle Canarelli est un bouc-émissaire" » Le Nouvel observateur, 31 décembre 2012.
34. 1 2 3 4 5 6 7  « La psychiatre et l'assassin : un jugement courageux » Le Monde, Paris, 19 décembre 2012.
35. ↑  D. Viriot-Barrial, « La responsabilité du psychiatre dans sa mission d’évaluation de la dangerosité », Revue générale de droit médical,‎ mars 2013, p. 109.
36. ↑  A. Ponseille, « Autopsie de la responsabilité pénale d'un psychiatre pour homicide involontaire à la suite de l'homicide involontaire commis par un de ses patients », Droit et santé,‎ mai 2013, p. 327.
37. ↑  M. Couturier, « La responsabilité pénale du psychiatre dans la prise en charge du malade dangereux », Revue de droit sanitaire et social,‎ mars-avril 2013, p. 283.
38. ↑  Ch. Stakowski, Bulletin no 23, p. 3, Association Delphine Cendrine, Verfeil, juillet 2014.
39. 1 2  Ch. Stakowski, Bulletin no 23, p. 4, Association Delphine Cendrine, Verfeil, juillet 2014.
40. ↑  Ch. Stakowski, Bulletin no 23, p. 2, Association Delphine Cendrine, Verfeil, juillet 2014.
41. ↑  M. A. Bindler & N. Chevance, « La psy condamnée "aimerait comprendre ce qu'on lui reproche" » Europe 1, 10 février 2014.
42. ↑  P. Mistretta, « Le schizophrène, le psychiatre et les démences du droit pénal (à propos de CA Aix-en-Provence, 31 mars 2014, n° 150-2014) », Droit pénal,‎ juillet-août 2014, p. 9.
43. ↑  M. Couturier, « La responsabilité pénale du psychiatre dans la prise en charge du malade dangereux : suite… », Revue de droit sanitaire et social,‎ septembre-octobre 2014, p. 919-926.
44. 1 2  « Grenoble : trois médecins et un hôpital mis en examen pour homicide involontaire » Le Monde, 15 novembre 2013.
45. ↑  F. Grassaud, « Affaire du schizophrène meurtrier: réactions des avocats après le renvoi d'un médecin et de l'hôpital psychiatrique de Saint-Egrève devant la justice » France 3 Alpes, 19 novembre 2014.
46. ↑  « Pourvois en cassation de l'hôpital psychiatrique de Saint-Egrève et du médecin renvoyés en correctionnelle. », France 3 Alpes, 25 novembre 2014.
47. ↑  D. Zagury, in « Enquête : 85 % des internes en psychiatrie redoutent un procès pendant leur carrière », Le Quotidien du médecin, 5 décembre 2014.
48. ↑  Le Sou médical, in « Enquête : 85 % des internes en psychiatrie redoutent un procès pendant leur carrière » Le Quotidien du médecin, 5 décembre 2014.
49. 1 2  « Internés psychiatriques: vers la prison, l'hôpital ou le privé? », RTBF, 17 novembre 2014.
50. ↑  S. Roques, Bulletin n° 23, p. 1, Association Delphine Cendrine, Verfeil, juillet 2014.